# Tomas Tverin

## Karriär
Tverin är uppväxt i Karlstad och hans moderklubb är IFK Hammarö. Tomas Tverin spelade sedan i  IF Guif, där han  tog sin A-lagsplats som 17-åring 2004. Han har även varit utlånad tillfälligt till IVH Västerås. Under säsongen 2008/09 var Tverin en av de som bidrog till att Guif spelade SM-final och tog SM-silver. Den 6 april 2010 beslutade Guif att inte förlänga hans kontrakt. Säsongen 2009/10 spelade han alltså sin sista säsong i föreningen. Tomas valde då att spela i GUIF:s samarbetsklubb HK Eskil i division 1. Den 9 juni 2010, i samband med GUIF:s årsmöte skrev Tomas Tverin kontrakt med Guif som assisterande tränare för föreningens damlag. Han kommer även att fungera som ansvarig för damjuniorerna. I början av 2011 offentliggjordes det att han slutar som spelare i Eskil eftersom han börjat studera till polis på heltid. Strax efter detta skrev han på för allsvenska Djurgårdens IF HF och fortsätter alltså sin karriär som spelare där samtidigt som han avslutar sin tränarkarriär.

## Klubbar
- IFK Hammarö
- Guif 2004-2010[7]
- Hk Eskil 2010-2011[8]
- Djurgården IF HF 2011-?

### Fotnoter
1. ↑  Eskilstuna-Kuriren om kontrakt Arkiverad 10 april 2010 hämtat från the Wayback Machine.
2. ↑  ”Dam allsvenskan 2011”. Mellansvensk handboll. http://mellansvenskhandboll.bloggagratis.se/2010/09/13/3559167-dam-allsvenskan/. Läst 10 oktober.
3. ↑  Tidningen Folket om Tverins roll Arkiverad 9 juni 2010 hämtat från the Wayback Machine.
4. ↑  Ekuriren.se - Eskil startar om utan Tomas Tverin
5. ↑  ”Härligt slut på säsongen”. Djurgårdens IF HF. https://idrottonline.se/DjurgardensIFHF-Handboll/Nyheter/Nystartpavarhemsida/Ettharligtslutpasasongen. Läst 10 oktober 2019.
6. ↑  Folket.se -  Tverin tog avsked med Guifseger Arkiverad 27 januari 2011 hämtat från the Wayback Machine.
7. ↑  Reino Helin (7 april 2010). ”Färdigspelat för Tverin”. SR P4. Läst 10 oktober 2019.
8. ↑  Jacob Järpegård (18 januari 2011). ”Tomas Tverin lämnar Guif - ska bli polis”. Värmlands folkblad. https://www.vf.se/2011/01/18/tomas-tverin-lamnar-guif-ska-bli-polis/. Läst 9 oktober 2019.